# Mitsubishi Lancer WRC
Der Mitsubishi Lancer WRC ist ein World Rally Car, das von Mitsubishis Motorsportabteilung Ralliart entwickelt wurde und in der Rallye-Weltmeisterschaft in den Jahren 2001 – 2005 von Mitsubishi eingesetzt wurde. Er gilt als Nachfolger des Mitsubishi Evo der Gruppe A.

## Mitsubishi Lancer WRC
Der Mitsubishi Lancer WRC, der auf dem Schwestermodell Cedia basiert, wird von einem 2,0-Liter-Vierzylinder-Motor von 1996 angetrieben. Der Motor leistet 300 PS, das maxilmale Drehmoment beträgt 540 Nm. Das Auto debütierte bei Rallye Sanremo 2001, nachdem es in einer kurzen Zeit entwickelt worden war. Die WRC-Regeln erlauben viele Freiheiten, die den Entwicklern Änderungen ermöglichten, die nach dem alten Gruppe-A-Reglement nicht zulässig gewesen wären. Dazu zählten Änderungen am Motor, wie zum Beispiel der Einbau von leichteren Teilen, eine bessere Gewichtsverteilung, ein neuer Turbolader sowie ein verbessertes Auspuffsystem. Doch am wichtigsten für den Rallye-Einsatz waren die Fahrwerksänderungen, zum Beispiel der Einbau von MacPherson-Federbeinen und eine Vergrößerung der Radhäuser. Jedoch blieb der Antriebsstrang der gleiche wie in der Gruppe A und brachte den neuen Fahrern größere Probleme mit dem speziellen Getriebe und der stärker wirkenden Bremse.  Nach der Saison 2001 wurde das Auto durch den Mitsubishi Lancer WRC2 ersetzt.

## Mitsubishi Lancer WRC2
Der Motor des Mitsubishi Lancer WRC2 ist der gleiche wie im Vorgängermodell. Über eine Dreischeibenkupplung, ein sequenzielles 6-Gang-Getriebe und Differentialgetriebe an Vorder- und Hinterachse wird die Kraft an alle vier Räder verteilt. Jedes Rad wird von einem MacPherson-Federbein und einem Querlenker geführt. Die Bremsanlage hat belüftete Bremsscheiben, 6-Kolben-Bremssättel vorn sowie 4-Kolben-Bremssättel hinten.
Zu den weiteren Änderungen gehören eine noch bessere Gewichtsverteilung sowie ein niedrigerer Schwerpunkt, außerdem ein Front-Airdam für einen besseren Luftstrom zur Kühlung des Motors. Ferner kamen ein neuer Ladeluftkühler, ein neuer Abgaskrümmer, ein neuer Single-Scroll-Turbolader sowie neuere und leichtere Motorteile hinzu. Die Federung bietet mehr Steifigkeit und auch an der Übertragung wurden leichte Änderungen vorgenommen.
Die erste Rallye für das weiterentwickelte Auto in der Rallye-Weltmeisterschaft 2002 war die Rallye Finnland. Nach der erfolglosen Saison zog sich Mitsubishi für ein Jahr aus dem Rallye-Sport zurück, um das Auto noch weiterzuentwickeln. In der Saison 2003 wurde der Wagen nur noch von Privatteams benutzt.

## Mitsubishi Lancer WRC04
Der Mitsubishi Lancer WRC04 wurde ebenfalls von dem 2,0-Liter-Vierzylinder-Motor angetrieben. Ansonsten gab es etwa 6000 Änderungen gegenüber dem Vorgängermodell. Dazu zählten unter anderem das neue 5-Gang-Halbautomatikgetriebe und ein neues Allradantriebssystem, das in Zusammenarbeit mit Ricardo Consulting Engineers entwickelt worden war. Die Karosserie wurde im Windkanal ausgiebig getestet und verbessert, was zu einer völlig neuen Front, neuen Radkästen und einem neu entwickelten Heckspoiler führte. Die Vorderradbremsen wurden verbessert und erhielten 8-Kolben-Bremssättel statt der 6-Kolben-Bremssättel; der Durchmesser der Bremsscheiben beträgt 370 mm. Ein Mangel des Autos waren starke elektrische Störungen, durch die bei der ersten Etappe der Rallye Neuseeland beide Autos ausfielen. Auch die Saison 2004 war wenig erfolgreich. Dennoch spiegelte sich die lange Entwicklungsarbeit beim Rallye-Einsatz wider und zeigte, wie fortschrittlich das Auto gegenüber den Vorgängern war.
Das Auto wurde vom ehemaligen Peugeot-Piloten Gilles Panizzi und von Gianluigi Galli gefahren.

## Mitsubishi Lancer WRC05
Der Mitsubishi Lancer WRC05 wurde gegenüber seinem Vorgänger aus dem Jahr 2004 wenig verändert, allerdings dank des neuen WRC-Reglements von 1,77 m auf 1,80 m verbreitert. Sonst gab es noch einige aerodynamische Änderungen an der Karosserie, um die Stabilität zu verbessern und mit der breiteren Spur umgehen zu können. Außerdem wurden Aufhängungslenker und die Antriebswelle verlängert. Für ein einfaches Schalten wurden Schaltpaddels am Lenkrad eingeführt; der 3. und 4. Gang wurden etwas länger übersetzt. Das Auto belegte den 3. Platz bei der Rallye Monte Carlo. Es war insbesondere auf Schotterpisten sehr schnell und erreichte Platz 2 bei der Rallye Australien. Als Mitsubishi sich aus dem Rallyesport zurückzog, wurde das Auto von Privatteams übernommen und in den Saisons 2006 und 2007 weitergeführt.

## Galerie

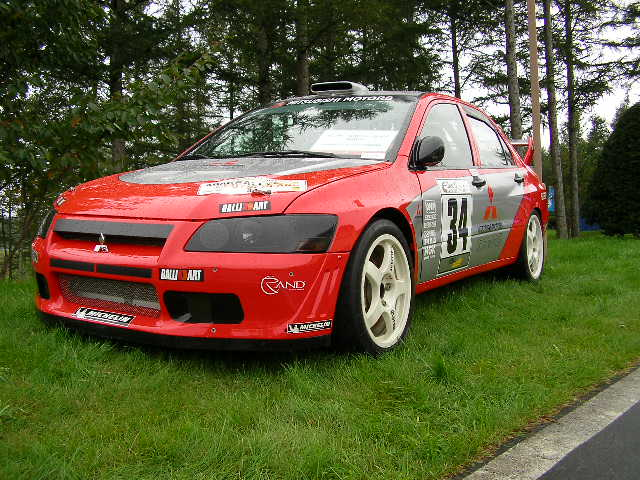
Mitsubishi Lancer WRC02
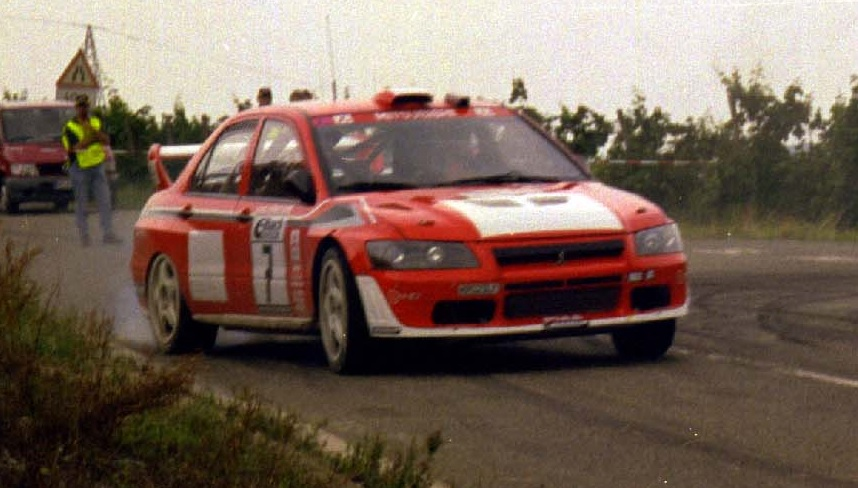
Lancer WRC02 bei der Rallye Deutschland 2002
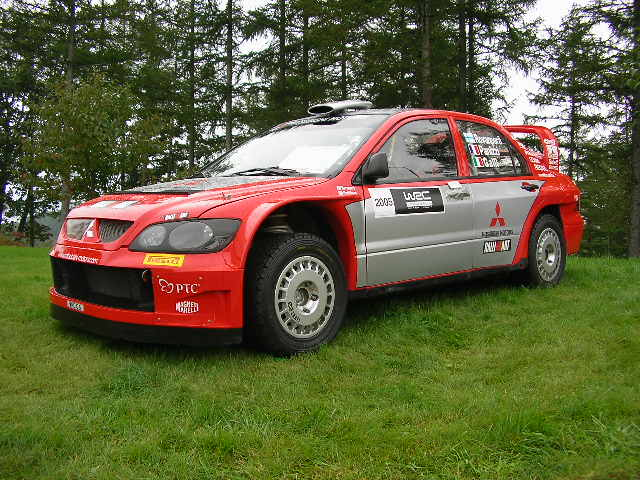
Mitsubishi Lancer WRC04
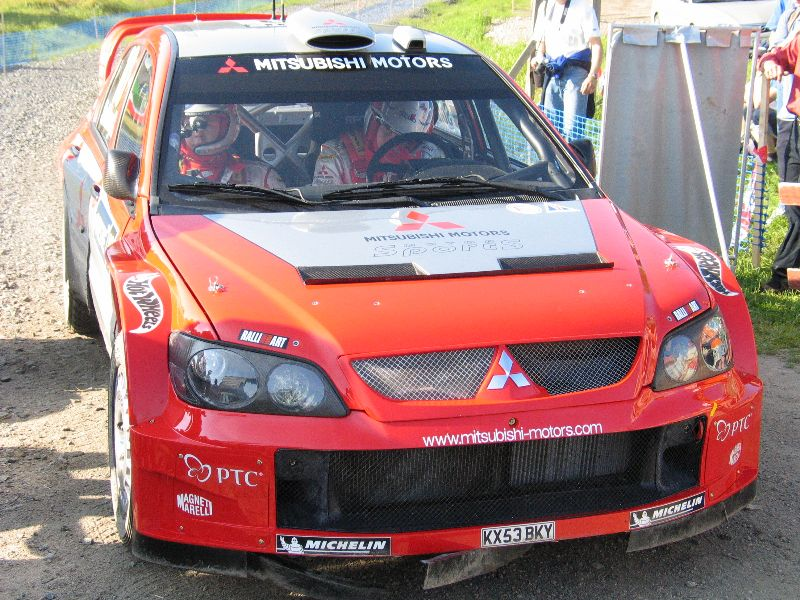
Lancer WRC04 von Kristian Sohlberg
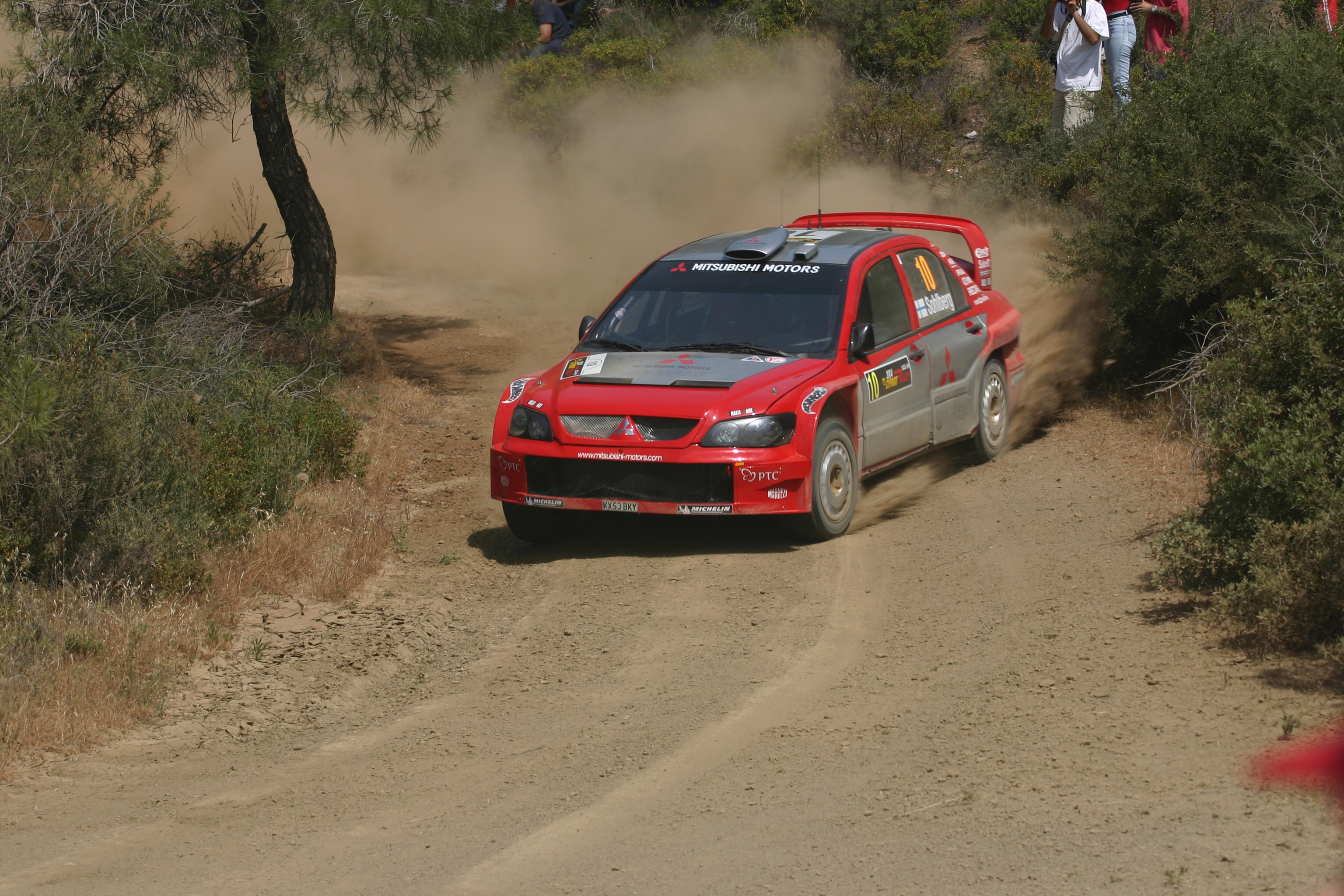
Lancer WRC04 bei der Rallye Zypern 2004
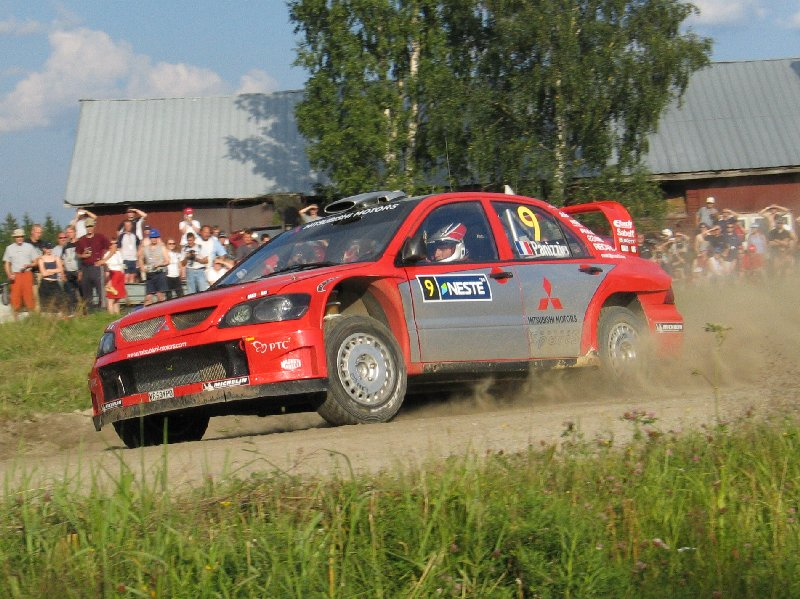
Lancer WRC04 bei der Rallye Finnland 2004
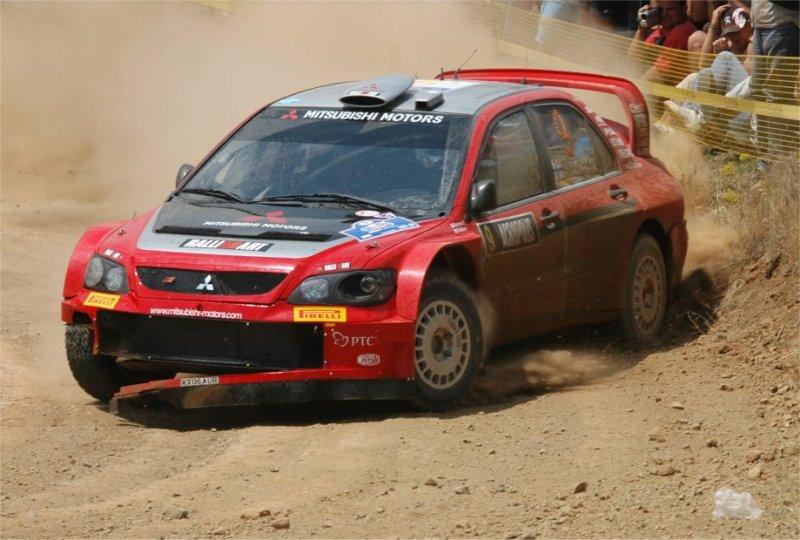
Mitsubishi Lancer WRC05 bei der Akropolis Rallye 2005
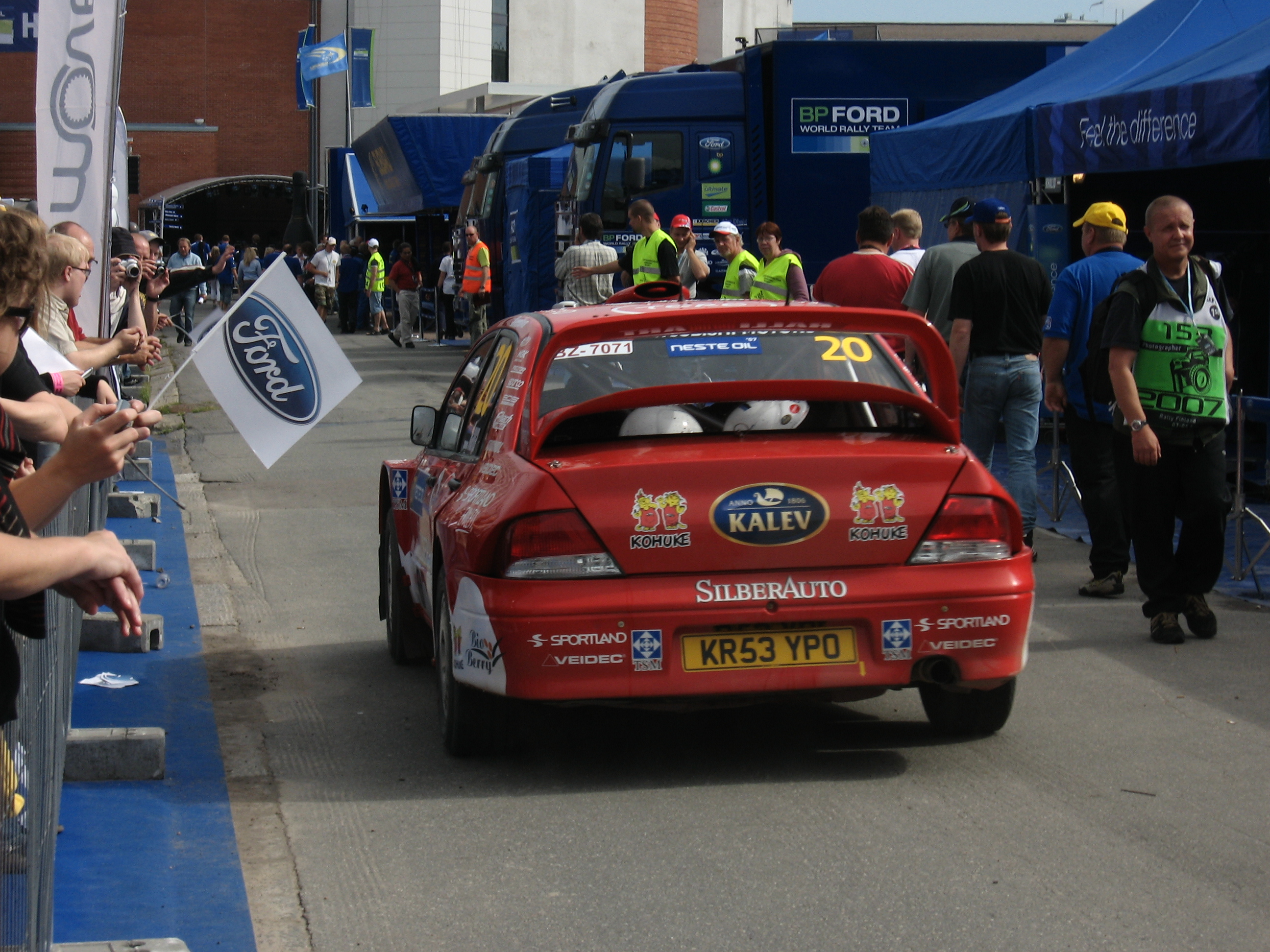
Heckansicht des Lancer WRC05
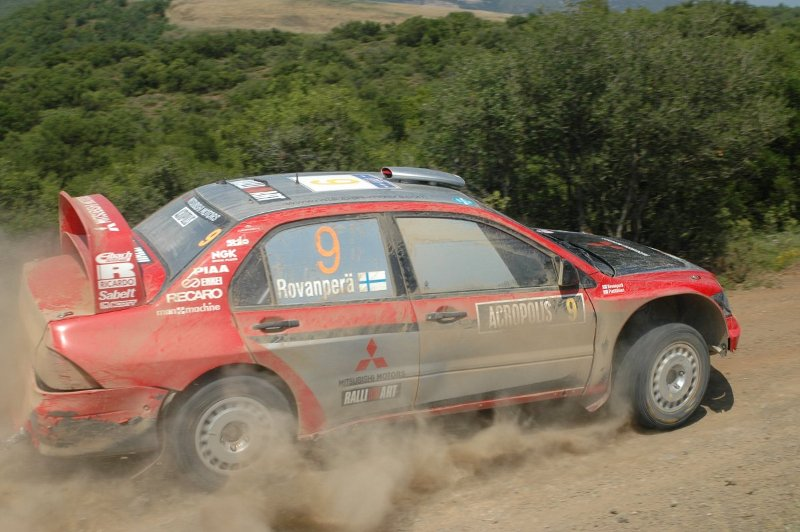
Seitenansicht des Lancer WRC05
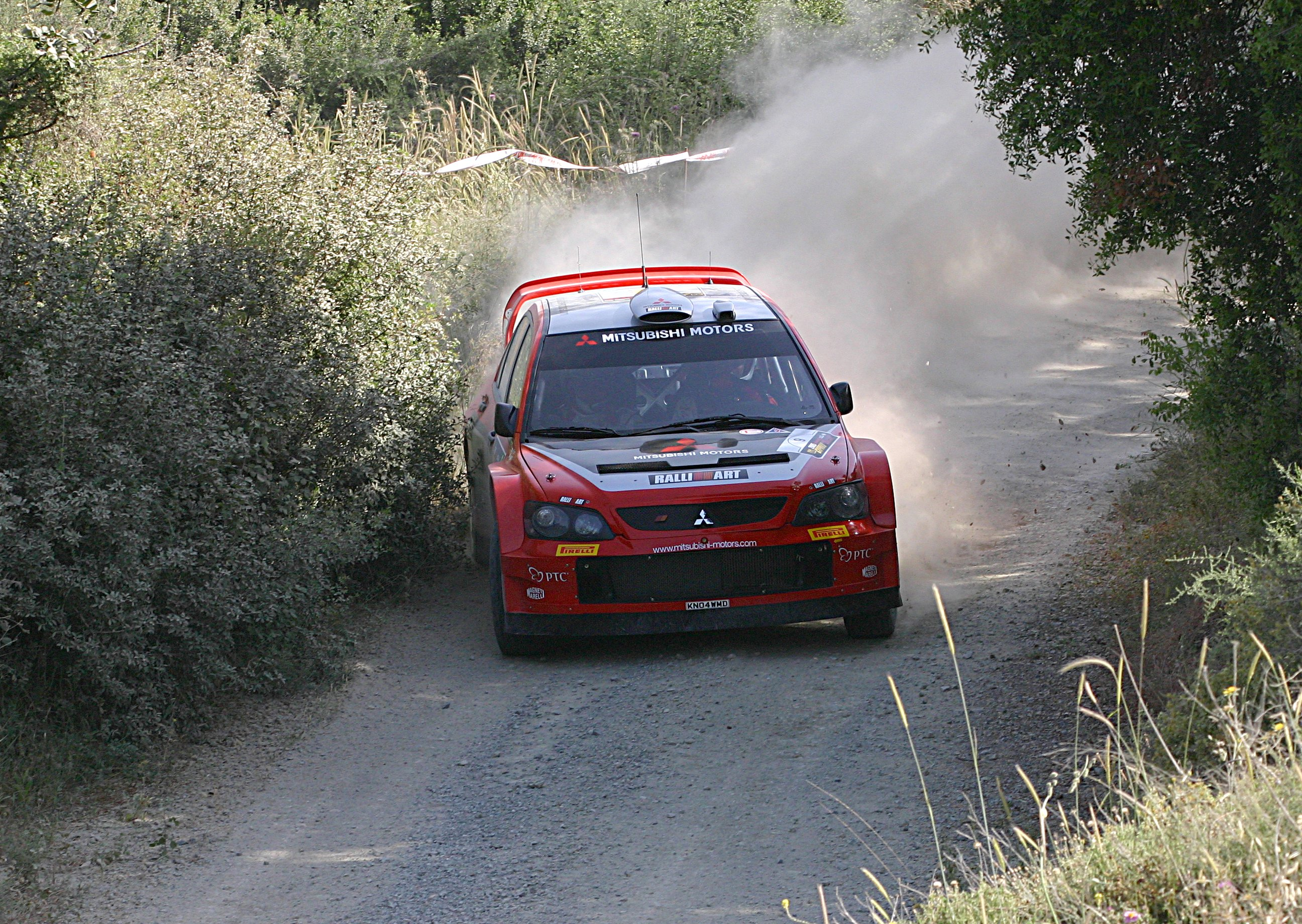
Lancer WRC05 bei der Rallye Zypern 2005

## Technische Daten von 2001
|                     | 2.0 Liter                              |
| ------------------- | -------------------------------------- |
| Produktionszeitraum | 2001                                   |
| Motordaten          |                                        |
| Motorkennung        | 4G63 line-4                            |
| Lage                | vorne, quer                            |
| Aspiration          | Turbolader                             |
| Hubraum             | 1998 cm³                               |
| Zylinder            | 4                                      |
| Ventile             | 16                                     |
| Leistung            | 221 kW (300 PS)                        |
| Kraftübertragung    |                                        |
| Antrieb             | Allradantrieb                          |
| Getriebe            | sequenzielles 6-Gang Getriebe          |
| Fahrwerk            |                                        |
| Reifenhersteller    | Michelin                               |
| Bremse vorne        | Innenbelüftete Bremsscheiben, 6-Kolben |
| Bremse hinten       | Innenbelüftete Bremsscheiben, 4-Kolben |
| Radaufhängung       | MacPherson-Federbeine, Dreieckslenker  |

## WRC-Ergebnisse
| Rallye                | Fahrer        | Platzierung |
| --------------------- | ------------- | ----------- |
| Rallye Sanremo        | Freddy Loix   | 12.         |
| Rallye Sanremo        | Tommi Mäkinen | DNF         |
| Tour de Corse         | Freddy Loix   | 12.         |
| Tour de Corse         | Tommi Mäkinen | DNF         |
| Rallye Australien     | Freddy Loix   | 11.         |
| Rallye Australien     | Tommi Mäkinen | 6.          |
| Rallye Großbritannien | Freddy Loix   | DNF         |
| Rallye Großbritannien | Tommi Mäkinen | DNF         |

| Rallye                | Fahrer            | Platzierung |
| --------------------- | ----------------- | ----------- |
| Rallye Monte Carlo    | Alister McRae     | 14.         |
| Rallye Monte Carlo    | François Delecour | 9.          |
| Rallye Schweden       | Jani Paasonen     | 14.         |
| Rallye Schweden       | Alister McRae     | 5.          |
| Rallye Schweden       | François Delecour | 34.         |
| Tour de Corse         | Alister McRae     | 10.         |
| Tour de Corse         | François Delecour | 7.          |
| Rallye Katalonien     | Alister McRae     | 13.         |
| Rallye Katalonien     | François Delecour | 9.          |
| Rallye Zypern         | Jani Paasonen     | DNF         |
| Rallye Zypern         | Alister McRae     | DNF         |
| Rallye Zypern         | François Delecour | 13.         |
| Rallye Argentinien    | Alister McRae     | 8.          |
| Rallye Argentinien    | François Delecour | DNF         |
| Akropolis Rally       | Alister McRae     | DNF         |
| Akropolis Rally       | François Delecour | 11.         |
| Rallye Safari         | Alister McRae     | 9.          |
| Rallye Safari         | François Delecour | DNF         |
| Rallye Finnland       | Jani Paasonen     | 8.          |
| Rallye Finnland       | Alister McRae     | DNF         |
| Rallye Finnland       | François Delecour | DNF         |
| Rallye Deutschland    | Alister McRae     | DNF         |
| Rallye Deutschland    | François Delecour | 9.          |
| Rallye Sanremo        | Alister McRae     | DNF         |
| Rallye Sanremo        | François Delecour | 10.         |
| Rallye Neuseeland     | Jani Paasonen     | DNF         |
| Rallye Neuseeland     | François Delecour | 9.          |
| Rallye Australien     | Jani Paasonen     | 9.          |
| Rallye Australien     | François Delecour | DNF         |
| Rallye Großbritannien | Jani Paasonen     | DNF         |
| Rallye Großbritannien | François Delecour | DNF         |
| Rallye Großbritannien | Justin Dale       | DNF         |

| Rallye             | Fahrer            | Platzierung |
| ------------------ | ----------------- | ----------- |
| Rallye Monte Carlo | Gigi Galli        | DNF         |
| Rallye Monte Carlo | Gilles Panizzi    | 6.          |
| Rallye Schweden    | Kristian Sohlberg | DNF         |
| Rallye Schweden    | Gilles Panizzi    | DNF         |
| Rallye Mexiko      | Gigi Galli        | DNF         |
| Rallye Mexiko      | Gilles Panizzi    | 8.          |
| Rallye Neuseeland  | Kristian Sohlberg | DNF         |
| Rallye Neuseeland  | Gilles Panizzi    | DNF         |
| Rallye Zypern      | Kristian Sohlberg | DNF         |
| Rallye Zypern      | Gilles Panizzi    | DNF         |
| Acropolis Rally    | Dani Sola         | DNF         |
| Acropolis Rally    | Gilles Panizzi    | 10.         |
| Rallye Türkei      | Gigi Galli        | 10.         |
| Rallye Türkei      | Gilles Panizzi    | DNF         |
| Rallye Argentinien | Kristian Sohlberg | DNF         |
| Rallye Argentinien | Gilles Panizzi    | 7.          |
| Rallye Finnland    | Kristian Sohlberg | 11.         |
| Rallye Finnland    | Gilles Panizzi    | DNF         |
| Rallye Deutschland | Dani Sola         | DNF         |
| Rallye Deutschland | Gilles Panizzi    | DNF         |
| Rallye Katalonien  | Dani Sola         | 6.          |
| Rallye Katalonien  | Gigi Galli        | 7.          |
| Rallye Katalonien  | Gilles Panizzi    | 12.         |

| Rallye             | Fahrer          | Platzierung |
| ------------------ | --------------- | ----------- |
| Rallye Monte Carlo | Gilles Panizzi  | 3.          |
| Rallye Monte Carlo | Harri Rovanperä | 7.          |
| Rallye Schweden    | Gigi Galli      | 7.          |
| Rallye Schweden    | Harri Rovanperä | 4.          |
| Rallye Mexiko      | Gilles Panizzi  | 8.          |
| Rallye Mexiko      | Harri Rovanperä | 5.          |
| Rallye Neuseeland  | Gigi Galli      | 8.          |
| Rallye Neuseeland  | Harri Rovanperä | DNF         |
| Rallye Italien     | Gigi Galli      | DNF         |
| Rallye Italien     | Harri Rovanperä | DNF         |
| Rallye Zypern      | Gilles Panizzi  | 11.         |
| Rallye Zypern      | Harri Rovanperä | 7.          |
| Rallye Türkei      | Gigi Galli      | 8.          |
| Rallye Türkei      | Harri Rovanperä | 10.         |
| Acropolis Rally    | Gigi Galli      | 7.          |
| Acropolis Rally    | Harri Rovanperä | 6.          |
| Rallye Argentinien | Gigi Galli      | DNF         |
| Rallye Argentinien | Harri Rovanperä | 5.          |
| Rallye Finnland    | Gigi Galli      | DNF         |
| Rallye Finnland    | Harri Rovanperä | 7.          |
| Rallye Deutschland | Gigi Galli      | 5.          |
| Rallye Deutschland | Harri Rovanperä | 10.         |
| Rallye Wales       | Gigi Galli      | 14.         |
| Rallye Wales       | Harri Rovanperä | 4.          |
| Rallye Japan       | Gigi Galli      | DNF         |
| Rallye Japan       | Gilles Panizzi  | 11.         |
| Rallye Japan       | Harri Rovanperä | 5.          |
| Tour de Corse      | Gigi Galli      | 9.          |
| Tour de Corse      | Gilles Panizzi  | DNF         |
| Tour de Corse      | Harri Rovanperä | 10.         |
| Rallye Katalonien  | Gigi Galli      | DNF         |
| Rallye Katalonien  | Harri Rovanperä | 10.         |
| Rallye Australien  | Gigi Galli      | 5.          |
| Rallye Australien  | Harri Rovanperä | 2.          |